# خلفه، حمص
خلفه (به عربی: خلفة) یک روستا در سوریه است که در المخرم واقع شده‌است. خلفه ۱٬۰۶۸ نفر جمعیت دارد.